# 唐村乡
唐村乡是中国陕西省宝鸡市凤翔县下辖的一个乡。

## 行政区划
唐村乡下辖以下行政区：
唐村、会山村、东吴头村、郭家沟村、大槐社村、大唐村、小渭村、六冢村、南六冢村、路家村、索洛树村、邱村